# Giada Andreutti
Giada Andreutti (* 16. Februar 1995 in San Daniele del Friuli) ist eine italienische Leichtathletin und Bobfahrerin. In der Leichtathletik hat sie sich auf den Diskuswurf spezialisiert und im Bobsport ist sie als Pilotin aktiv.

## Karriere

### Karriere als Leichtathletin
Nachdem sie am 8. Juni 2014 im Diskuswurf an den italienischen Juniorenmeisterschaften teilgenommen hat und sich dabei die Silbermedaille sichern konnte, startete Giada Andreutti ebenfalls bei italienischen Meisterschaften. Bei ihren Debüt scheiterte sie bei den Meisterschaften in Rovereto am 18. Juli 2014 bereits in der Qualifikation. Im darauffolgenden Jahr nahm sie am 23. Mai 2015 an den italienischen Universitätsmeisterschaften in Fidenza teil und gewann im Diskuswurf mit einer Weite von 50,60 Metern die Silbermedaille. Ebenfalls die Silbermedaille konnte sie am 14. Juni in Rieti bei den italienischen U23-Meisterschaften gewinnen. Für Italien durfte sie in der Folge im Kadriorg-Stadion in Tallinn an den Leichtathletik-U23-Europameisterschaften 2015 teilnehmen. Bei dem internationalen Wettbewerb schied sie am 11. Juli mit einer Weite von 48,00 Metern bereits in der Diskuswurfqualifikation aus. Dagegen konnte sie im Vergleich zum Vorjahr die Qualifikation bei den italienischen Meisterschaften überstehen und im Diskuswurffinale den neunten Platz mit einer Weite von 47,50 Meter belegen.
Im Jahr 2016 nahm sie für Italien in Tunis an den U23-Mittelmeerspielen teil und ging dabei beim Diskuswurfwettbewerb an den Start. Dort belegte Giada Andreutti mit einer Weite von 46,97 Metern den fünften Platz. Am 12. Juni 2016 startete sie bei der italienischen U23-Weltmeisterschaft in Brixen und sicherte sich mit einer Weite von 51,70 Metern den U23-Meistertitel. Eine Woche später startete sie am 17. Juni in Modena bei den italienischen Universitätsmeisterschaften und genauso wie im Vorjahr konnte sie die Silbermedaille im Diskuswurf gewinnen. Nachdem sie die Diskuswurfqualifikation gewinnen konnte, gewann sie im Finale der italienischen Meisterschaften am 25. Juni 2016 in Rieti hinter Stefania Strumillo und Valentina Aniballi die Bronzemedaille.
Am 10. Juni 2017 verpasste Giada Andreutti in Florenz bei den italienischen U23-Weltmeisterschaften die Titelverteidigung im Diskuswurf und musste sich mit den zweiten Platz begnügen. Eine Woche später nahm sie in Catania an den italienischen Universitätsmeisterschaften teil und ging dort sowohl im Diskuswurf als auch im Kugelstoßen an den Start. Nachdem sie am 16. Juni 2017 mit einer Weite von 48,50 Metern die Bronzemedaille im Diskuswurf gewann, gewann sie einen Tag später mit einer Weite von 11,80 Metern im Kugelstoßen ebenfalls die Bronzemedaille. Nachdem sie am 1. Juli 2017 in Triest bei den italienischen Meisterschaften den fünften Platz im Diskuswurf belegte, nahm sie für Italien vom 13. bis zum 16. Juli in der polnischen Stadt Bydgoszcz an den Leichtathletik-U23-Europameisterschaften 2017 teil. Nachdem sie sich in der Qualifikation für das Finale im Diskuswurf qualifizieren konnte, beendete sie am 14. Juli den Wettbewerb im Zdzisław-Krzyszkowiak-Stadion auf den 11. Platz.
Bei der italienische Winterwurf-Meisterschaft in Rieti erzielte Giada Andreutti am 24. Februar 2018 mit der Weite von 56,60 Metern eine neue persönliche Bestleistung im Diskuswurf. Damit konnte sie ihre persönliche Bestleistung um 90 Zentimeter steigern. Zudem sicherte sie sich mit dieser Leistung im Diskuswurf den italienischen Meistertitel. In der Folge durfte sie für Italien am Winterwurf-Europacup in Leiria teilnehmen und belegte dort mit einer Weite von 55,33 Metern im Diskuswurf den sechsten Platz. Zum Abschluss der Saison nahm sie am 7. und 8. September in Pescara an den italienischen Meisterschaften teil und ging dort im Diskuswurf an den Start. Nachdem sie sich bei der Qualifikation den ersten Platz sichern konnte, gewann sie mit einer Weite von 55,23 Metern hinter Valentina Aniballi und Stefania Strumillo ihre zweite Bronzemedaille bei italienischen Meisterschaften.
Wie bereits im letzten Jahr nahm Giada Andreutti am Winterwurf-Europacup teil, welcher 2019 in der slowakischen Stadt Šamorín stattgefunden hat. Am 10. März 2019 belegte sie mit der Weite von 50,03 Metern den siebten Platz im Diskuswurf. Nachdem sie am 18. Mai 2019 im Diskuswurf mit einer Weite von 53,10 Metern die Goldmedaille bei den italienischen Universitätsmeisterschaften in L’Aquila in der Region Abruzzen gewinnen konnte, ging sie für Italien bei der Sommer-Universiade 2019 in Neapel im Diskuswurf an den Start. Mit einer Weite von 47,02 blieb sie unter den Erwartungen zurück und konnte nur den elften Platz im Diskuswettbewerb belegen. Bei den italienischen Meisterschaften gewann sie in Brixen mit einer Weite 55,33 Metern hinter Stefania Strumillo und vor Natalina Capoferri die Silbermedaille.

### Karriere als Bobfahrerin
Neben der Leichtathletik ist Giada Andreutti auch als Bobfahrerin aktiv. Ihr internationales Debüt gab sie am 4. November 2018 in Lillehammer beim Monobob-Wettbewerb. Sie belegte dabei den sechsten Platz. Einen Tag später belegte sie beim zweiten Rennen den fünften Platz. Nachdem sie am 12. Dezember in Königssee beim Monobo-Rennen den elften Platz belegte, debütierte sie am 15. Dezember 2019 im Zweierbob im Bob-Europacup auf der Kunsteisbahn Königssee. Bei dem Rennen fungierte Tania Vicenzino als ihre Anschieberin und die beiden beendeten den Wettbewerb auf den 16. Platz. Einen Tag später belegte die beiden Italienerinnen beim zweiten Europacup-Wettbewerb am Königssee den 15. Platz. Nachdem sie am 10. und 11. Januar 2019 in Innsbruck bei den beiden Rennen im Europacup den 14. und 13. Platz belegte, ging sie am 2. Februar in Königssee gemeinsam mit Giulia Chenet bei den Bob-Juniorenweltmeisterschaften an den Start und beendeten den Wettbewerb in der normalen Wertung auf den 14. Platz.
Zum Start in die Saison 2019/20 nahm Giada Andreutti in Lillehammer sowohl am Monobob-Rennen als auch am Zweierbob-Rennen im Bob-Europacup teil. Das Monobob-Rennen beendete sie auf den zehnten Platz und um Zweierbob-Wettbewerb belegte sie den 12. Platz. Gemeinsam mit ihrer Anschieberin Silvia Taini durfte sie nach dem Jahreswechsel am 4. Januar 2020 in Winterberg ihr Debüt im Weltcup geben. Bei ihrem Debüt belegten die beiden Italienerinnen in der Veltins-Eisarena den 15. Platz. Nachdem sie am 18. Januar 2020 in Sigulda den neunten Platz belegte, konnte sie einen Tag später gemeinsam mit Lucrezia Tavella beim zweiten Wettbewerb in Sigulda mit dem sechsten Platz das beste Saisonresultat belegen. Beim Europacup in Innsbruck ging sie gemeinsam mit Anna Schenk an den Start und sie beendeten den Wettbewerb auf den 19. Platz. Race-in-Race fand zudem die Bob-Junioreneuropameisterschaft auf dem Olympia Eiskanal Igls statt und in dieser Wertung belegten die beiden den neunten Platz. Am Ende der Saison belegte Giada Andreutti in der Gesamtwertung mit 411 Punkten den achten Platz. Eine Woche nach dem Europacup in Sigulda ging Giada Andreutti bei den Bob-Juniorenweltmeisterschaften an den Start und beendeten den Wettbewerb gemeinsam mit ihrer Anschieberin Silvia Taini auf den 15. Platz.
Die beiden italienischen Bobpilotinnen Giada Andreutti und Tania Vicenzino konnten sich für die Bob- und Skeleton-Weltmeisterschaften qualifizieren. Giada Andreutti ging auf dem ENSO-Eiskanal in Altenberg bei den Bob- und Skeleton-Weltmeisterschaften 2020 gemeinsam mit Silvia Taini an den Start. Nachdem bereits im ersten Lauf Andreuttis Teamkollegin Tania Vicenzino gemeinsam mit ihrer Lucrezia Tavella stürzten, erwischte es Giada Andreutti und ihrer Anschieberin. Bei dem Sturz konnte sich Silvia Taini nicht mehr im Bob halten und „fiel“ aus ihm. Beide hatten Glück im Unglück, da der Sturz glimpflich ausging. Da Taini aus den Bob „fiel“, wurden ihr Bob aufgrund des Regelwerks der IBSF disqualifiziert und die bisherigen Zeiten annulliert.

## Bestleistungen
- Diskuswurf: 56,60 Meter am 24. Februar 2018 in  Rieti
- Hammerwurf: 50,23 Meter am 26. Januar 2019 in  Gorizia
- Kugelstoßen: 13,02 Meter am 1. Juni 2019 in  Udine